# Дрексел Хил (Пенсилванија)
Дрексел Хил (енгл. Drexel Hill) насељено је место без административног статуса у америчкој савезној држави Пенсилванија.

## Демографија
По попису из 2010. године број становника је 28.043, што је 1.321 (-4,5%) становника мање него 2000. године.
| Група             | 2000.          | 2010.          |
| Белци             | 27.143 (92,4%) | 23.539 (83,9%) |
| Афроамериканци    | 581 (2,0%)     | 2.161 (7,7%)   |
| Азијати           | 1.130 (3,8%)   | 1.207 (4,3%)   |
| Хиспаноамериканци | 285 (1,0%)     | 728 (2,6%)     |
| Укупно            | 29.364         | 28.043         |